# Сара Міттон
Сара Дон Міттон (англ. Sarah Dawn Mitton, нар. 20 червня 1996) — канадська легкоатлетка, яка спеціалізується в штовханні ядра.

## Спортивні досягнення
Чемпіонка Ігор Співдружності (2022).
Чемпіонка Універсіади (2019).
Фіналістка (4-е місце) чемпіонату світу (2022).
Посіла 7-е місце на чемпіонаті світу в приміщенні (2022).
Учасниця Олімпійських ігор (2021), на яких не пройшла далі кваліфікаційного раунду.
Багаторазова чемпіонка та рекордсменка Канади у штовханні ядра.